# Mary Cassatt
Mary Stevenson Cassatt (født 22 maj 1844 i Allegheny, død 14. juni 1926 i Le Mesnil-Théribus) var en amerikansk maler og grafiker, der levede det meste af sit voksenliv i Frankrig. Her var hun ven med Edgar Degas, og hun udstillede sammen med impressionisterne. Nogle af hendes centrale motiver var kvinder i private eller sociale sammenhænge, heriblandt især af det nære forhold mellem mor og barn.
Kunstkritikeren Gustave Geffroy beskrev hende i 1894 som en af "les trois grandes dames" ("de tre store damer"); de to øvrige var Marie Bracquemond og Berthe Morisot.

## Baggrund, opvækst og uddannelse
Mary Cassatt blev født i Allegheny i Pennsylvania (nu en del af Pittsburgh) i en øvre middelklassefamilie. Hendes far, Robert Simpson Cassat (senere Cassatt) var en succesrig børsmægler og jordspekulant og nedstammede fra den franske huguenot Jacques Cossart, der ankom til Ny Amsterdam i 1662. Hendes mor, Katherine Kelso Johnston, kom fra en bankfamilie. Moderen, der var veluddannet og belæst, havde afgørende betydning for Marys udvikling. Om dette forhold skrev Mary Cassatts livslange veninde Louisine Havemeyer i sine erindringer: "Ingen, der havde det privilegium at kende Mary Cassats mor, var i tvivl om, at det var der, og kun der, at [Mary] havde sine evner fra." Slægtens navn var egentlig Cossart. Mary var en af syv søskende, af hvilke to døde som spæde. En af hendes brødre, Alexander Cassett, blev præsident for Pennsylvania Railroad. Maleren Robert Henri var langt ude i familie med Mary Cassatt. Mens Mary var lille, flyttede familien østpå, først til Lancaster og derfra til området nær Philadelphia, hvor Mary som seksårig begyndte at gå i skole.
Mary Cassatt voksede op i et miljø, der betragtede rejser som en integreret del af uddannelsen, og hun tilbragte fem år i Europa, hvor hun blandt andet besøgte hovedstæderne London, Paris og Berlin. På sine rejser lærte hun også fransk og tysk, og hun fik sine første lektioner i tegning og musik. Det er sandsynligt, at hun første gang stiftede bekendtskab med værker af malere som Jean-Auguste-Dominique Ingres, Eugène Delacroix, Camille Corot og Gustave Courbet på verdensudstillingen i Paris 1855. På udstillingen var Edgar Degas og Camille Pissarro også repræsenteret; begge skulle senere blive hendes kolleger og mentorer.
Trods hendes families modstand mod, at hun skulle blive professionel kunstner, begyndte Cassatt at studere malerkunst på kunstakademiet i Philadelphia som blot femtenårig. Noget af familiens modstand kan have været begrundet i bekymring for, at hun skulle stifte bekendtskab med femististiske tanker samt den bohemeagtige opførsel, som nogle af de mandlige studerende udviste. Mary Cassatt blev dog sammen med sit netværk af venner fortalere for kønnenes ligeberettigelse gennem hele livet. Skønt omkring 20 procent af de studerende var kvinder, anså de fleste af disse studiet som hjælp til at opnå en færdighed til brug i selskabslivet. Det var ganske få, der ligesom Cassatt var fast besluttede på at gøre kunsten til deres levevej. Hun fortsatte med sine studier i perioden 1861-1865, under der amerikanske borgerkrig.
Cassatt blev utålmodig på grund af den langsommelighed, studiet skred frem, samt med undervisernes og de mandlige medstuderendes patroniserende holdning, så hun besluttede sig for at studere de gamle mestre på egen hånd. Senere udtalte hun: "Der var ikke nogen undervisning" på akademiet. De kvindelige studerende måtte ikke bruge levende modeller før sent i studiet, og den vigtigste oplæring bestod i at tegne ud fra afstøbninger.
På den baggrund besluttede Cassatt sig for at afslutte studiet, og efter at have overvundet sin fars indvendinger flyttede hun til Paris med sin mor og venner af familien som chaperoner. Da kvinder endnu ikke kunne optages på École des Beaux-Arts, søgte Mary Cassatt i stedet om at få privatundervisning blandt nogle af skolens mestre, og Jean-Léon Gérôme, en højt respekteret underviser, der var kendt for sin hyperrealistiske teknik og sine afbildninger af eksotiske objekter, indvilligede i at undervise hende (nogle måneder senere tog han også Thomas Eakins som elev). Cassatt supplerede sin kunstneriske uddannelse ved dagligt at lave kopier af værker på Louvre. Dertil krævedes en tilladelse, som hun fik, for det var nødvendigt at holde styr på "kopisterne", ofte lavtbetalte kvinder, der fyldte museet for at male kopier med henblik på salg. Museet fungerede endvidere som socialt mødested for franskmænd og amerikanske kvindelige studerende, der ikke havde lov til at komme på cafeerne, der ellers var mødestederne for avantgarden. På den vis mødte Cassatts kunstnerkollega og veninde Elizabeth Jane Gardner den berømte akademiske maler William-Adolphe Bouguereau, som hun giftede sig med.
Mod slutningen af 1866 kom hun med i en klasse, der blev undervist af Charles Joshua Chaplin, en kendt genremaler. I 1868 blev hun elev hos kunstneren Thomas Couture, hvis motiver oftest var romantiske og urbane. På udflugter på landet tegnede eleverne motiver fra livet, særligt bønderne under deres daglige arbejde. I 1868 blev et af hendes malerier, En mandolinspiller, for første gang udvalgt af juryen til Parisersalonen. Sammen med Elizabeth Jane Gardner, som også fik et værk optaget, var Mary Cassatt en af de to første amerikanske kvinder, der blev udstillet i salonen. En mandolinspiller er udført i samme romantiske stil, som man kendte fra Corot og Couture og er ét af blot to af værkerne fra hendes første tiår, der er kendt og dokumenteret i dag.

## Den tidlige karriere
Den franske kunstscene var i opbrud i disse år, hvor radikale kunstnere som Courbet og Manet søgte at bryde ud fra den accepterede Akademi-tradition, og impressionisterne var ved at finde deres ståsted. Cassatts veninde Eliza Haldeman skrev hjem, at kunstnerne "er ved at forlade Akademi-stilen og hver især søger deres egne veje, så derfor er alting netop nu rent kaos." Cassatt fortsatte imidlertid i første omgang med at arbejde traditionelt og indsendte værker til Salonen i over ti år, men hun blev efterhånden mere og mere frustreret over den herskende smag der.
Hun vendte i sensommeren 1870 tilbage til USA i forbindelse med udbruddet af den fransk-preussiske krig, og hun boede nu hos sin familie i Altoona. Hendes far var fortsat imod hendes valgte levevej, og skønt han betalte for hendes basale fornødenheder, nægtede han at betale for materialer til hendes kunstneriske virke. Cassatt satte to af sine malerier til salg i et New York-galleri, men selvom de blev bredt beundret, var der ingen købere til dem. Hun var også forfærdet over manglen på billeder at studere under sit sommerophold. Cassatt overvejede en tid at opgive kunsten, da det var hendes faste mening at gøre den til sin levevej. I juli 1871 skrev hun i et brev: "Jeg har opgivet mit atelier & revet portrættet af min far i stykker & har ikke rørt en pensel i seks uger, hvilket jeg heller ikke agter, med mindre jeg har udsigt til at komme tilbage til Europa. Jeg er meget opsat på at drage vestpå til efteråret & få et arbejde, men jeg har endnu ikke besluttet hvor."
Cassatt rejste til Chicago for at prøve sin lykke, men her mistede hun nogle af sine tidlige malerier under den store brand i Chicago i 1871. Kort herefter tiltrak hendes værker ærkebiskoppen af Pittsburghs interesse, og han bestilte hos hende to kopier af Correggio-malerier fra Parma i Italien og gav hende midler nok til rejseudgifterne og til at leve for i en del af arbejdsperioden. I begejstring herover skrev hun: "Åh, jeg er helt vild efter at komme i gang med arbejdet, mine fingre nærmest klør & mine øjne løber næsten i vand ved udsigten til at se et smukt billede igen." Sammen med Emily Sartain, en kunstnerkollega fra en velanset kunstnerisk familie fra Philadelphia, satte Cassatt igen kursen mod Europa. 
Mary Cassatts fremtid kom til at se lysere ud i løbet af nogle måneder efter hendes tilbagevenden til Europa i efteråret 1871. Hendes maleri med titlen To kvinder kaster med blomster under karnevallet blev godt modtaget i Salonen i 1872 og blev solgt. Hun vakte stor positiv opmærksomhed i Parma og blev støttet og opmuntret af kunstnersamfundet der: "Hele Parma taler om frøken Cassatt og hendes billede, og alle vil gerne lære hende at kende."
Efter at have fuldført opgaven, som hun var blevet bestilt til, rejste Cassatt til Madrid og Sevilla, hvor hun skabte en række malerier med spanske emner som motiver, heriblandt Spansk danser med blondemantilla (1873). I 1874 besluttede hun sig for at slå sig ned i Frankrig, og hendes søster Lydia stødte til, så de to delte en lejlighed. Cassatt fik sig nu et atelier i Paris, hvor Abigail May Alcott, søster til forfatteren Louisa May Alcott, der studerede kunst i byen besøgte hende. Cassatt fortsatte med at udtrykke sin kritik af Parisersalonen og dens konventionelle stil. Hun var hård i sin sine kommentarer, og som Sartain skrev: "Hun er alt for drastisk, nedgør al moderne kunst og foragter Salon-billederne af Cabanel, Léon Bonnat, alle de navne vi er vant til at prise."
Cassatt havde lagt mærke til, at værker af kvindelige kunstnere ofte blev afvist med foragt, med mindre kunstneren have en ven eller beskytter i Salonens jury, og hun ville ikke flirte med medlemmerne for at få sine billeder optaget. Hendes kynisme voksede, efter at hun fik afvist to indsendte billeder i 1875, men året efter fik ét af dem optaget, blot fordi hun havde gjort baggrunden lidt mørkere. Hun skændtes med Sartain, der syntes, Cassatt var for ligefrem og for selvcentreret, og de to skiltes. Af nød og på grund af selvkritik besluttede Cassatt sig for at skifte fra genremalerierne til mere modeprægede motiver, hvilket hun håbede vil tiltrække flere bestillinger fra prominente amerikanere på rejse i Europa, men dette tiltag bar i begyndelsen kun begrænset frugt.

## Impressionisme
I 1877 blev begge hendes indsendte værker til Salonen afvist, og for første gang i syv år var hun ikke repræsenteret der. På dette lavpunkt i sin karriere blev hun af Edgar Degas inviteret til at udstille nogle af sine værker hos impressionisterne, en kunstnergruppe, der var begyndt at afholde sine egne udstillingsserier i 1874, og som hurtigt var blevet berygtede. Impressionisterne (også kendt som de "uafhængige" eller "intransigents") havde ikke et egentligt manifest og var meget forskellige i teknikker og valg af motiver. De hældede mod at male en plein air (udendørs) samt mod anvendelsen af klare farver, der blev påført i enkeltstrøg med beskeden brug af forudgående farveblanding, hvilket lader øjet samle resultaterne på en "impressionistisk" måde. Impressionisterne havde været genstand for kritikernes forbitrelse i flere år. Henry Bacon, som var ven af Cassatt, mente, at impressionisterne var så radikale, at de måtte være "plaget af en hidtil ukendt øjensygdom." Gruppen havde i forvejen én kvindelig kunstner, Berthe Morisot, som blev Cassatts ven og kollega.
Cassatt beundrede Degas, hvis pastelmalerier havde gjort et voldsomt indtryk på hende, da hun stødte på dem i vinduet hos en kunsthandler i 1875. "Jeg gik ofte derhen og pressede næsen flad mod den rude for at opsuge alt det, jeg kunne, af hans kunst," erindrede hun senere. "Det ændrede mit liv. Jeg så kunst på den måde, jeg ønskede at se den." Hun tog imod Degas' invitation med stor begejstring og tog fat på at fremstille billeder til næste impressionistiske udstilling, der var planlagt til 1878, men som (på grund af verdensudstillingen) endte med åbne 10. april 1879. Hun følte sig godt tilpas hos impressionisterne og tilsluttede sig deres sag, idet hun erklærede: "vi fortsætter en desperat kamp & har brug for alle kræfter." Hun var ikke i stand til at mødes med dem på cafeerne uden at pådrage sig upassende opmærksomhed, så i stedet mødte hun dem privat og på udstillinger. Hun håbede nu på kommerciel succes ved at sælge sine værker til sofistikerede parisere, der foretrak avantgarden. Hendes stil havde fået tilført ny spontanitet i de mellemliggende to år. Tidligere havde hun været en kunstner, der arbejdede i sit atelier, men nu havde hun tillagt sig impressionisterne praksis med at medbringe en skitseblok, når hun var udendørs eller i teatret, hvor hun nedfældede de scenerier, hun oplevede.
I 1877 kom Cassatts forældre til Paris sammen med hendes søster Lydia, og de bosatte sig i en stor lejlighed på femte sal i Avenue Trudaine. Mary værdsatte deres nærhed, idet hun (og Lydia) aldrig var blevet gift. Det er blevet antydet, at Mary Cassatt led af narcissistiske forstyrrelser forårsaget af, at hun aldrig havde accepteret sig selv uden for sin mors nærhed. Hun havde tidligt besluttet, at ægteskab ville være uforeneligt med hendes karriere. Lydia, som ofte sad model for hendes billeder, var ofte ramt af sygdomsanfald, og da hun døde i 1882, var Mary i en periode ude af stand til at arbejde.
Hendes far insisterede fortsat på, at hun selv skulle betale for atelieret og materialerne ud fra indtægterne ved salg, men disse var endnu beskedne. Hun frygtede at blive nødt til at lave venstrehåndsarbejde for at få økonomien til at hænge sammen, og for at undgå det søgte hun om at lave nogle værker af høj kvalitet til den næste impressionistudstilling. Blandt hendes værker fra 1878 er Portræt af kunstneren (selvportræt), Lille pige i en blå lænestol og Læsning af "Le Figaro" (portræt af hendes mor).
Degas havde stor indflydelse på Cassatt. Begge var stærkt eksperimenterende i deres brug af materialer, de afprøvede limfarver og metallisk maling i flere værker, som Cassatts Stående kvinde med vifte (1878-79) . Hun blev ekstremt god til at bruge pasteller og skulle komme til at lave flere af sine bedste værker i denne form. Degas præsenterede hende også for radering, som han var en kendt mester i. De to arbejdede side om side i en periode, og hendes evner for tegning udviklede sig markant ved hans undervisning. Han afbildede hende i en serie raderinger fra deres ture på Louvre. Hun satte stor pris på hans venskab, men lærte ikke at stille for store forventninger til samarbejdet på grund af hans vægelsind og temperament, der kom til udtryk i et projekt, de samarbejdede om en tid, en ide om et blad helliget radering, som Degas pludselig opgav. Den sofistikerede og velklædte Degas, på den tid omkring 45 år gammel, var en velkommen middagsgæst hos familien Cassatt, ligesom de kom til hans soirées.
Impressionisternes udstilling i 1879 var den hidtil mest succesrige trods fravær af kunstnere som Renoir, Sisley, Manet og Cézanne, som endnu engang søgte at blive anerkendt hos Salonen. Med stor indsats af Gustave Caillebotte, der kuraterede og kautionerede for udstillingen, fik gruppen overskud og solgte mange af værkerne, selvom kritikken var lige så hård som tidligere. Revue des Deux Mondes skrev dog: "M. Degas og Mlle. Cassatt er ikke desto mindre de eneste, der skiller sig ud (..) der har en vis tiltrækning og kan fungere som et påskud på den prætentiøse udstilling af overfladiske og infantile smørerier."
Cassatt havde elleve værker med på udstillingen, heriblandt Lydia i en loge og Med perlekæde (Kvinde i en loge). Selvom kritikere klandrede Cassatt for at bruge for lyse farver og for, at hendes portrætter var for præcise, så de ikke var flatterende for de portrætterede, blev hendes værker ikke nedsablet som fx Monets, hvis situation var den mest svære af alle impressionisterne på den tid. Cassatt brugte sin andel af overskuddet til at købe et maleri af Degas og et af Monet. Hun medvirkede efterfølgende også på impressionisternes udstillinger i 1880 og 1881, og hun forblev et aktivt medlem af deres kreds indtil 1886. Dette år havde hun to værker med på den første impressionistudstilling i USA, organiseret af kunsthandleren Paul Durand-Ruel. Hendes veninde Louisine Elder giftede sig i 1883 med Henry O. Havemeyer, og på Cassatts anbefaling begyndte parret at samle på impressionistværker i stor stil. En stor del af deres enorme samling findes i dag på Metropolitan Museum of Art i New York.
Cassatt malede også flere portrætter af sin familie i den periode, og af disse regnes Portræt af Alexander Cassatt og hans søn Robert Kelso (1885) blandt hendes bedste værker. Cassatts stil udviklede sig efterhånden væk fra impressionismen mod en mere enkel og ligefrem stil. Hun begyndte også at udstille sine værker i gallerier i New York. Efter 1886 identificerede Cassatt sig ikke længere med nogen kunstnerisk bevægelse og eksperimenterede med en række teknikker.

## Feministiske synspunkter og "New Woman"
Cassatt og hendes samtidige nød godt af den feministiske bølge, der var opstået i 1840'erne, og som gav dem adgang til uddannelse på nye institutioner og universiteter for begge køn som Oberlin College og University of Michigan. Tilsvarende åbnede rene kvinde-colleges som Vassar, Smith og Wellesley dørene på den tid. Cassatt var uforbeholden fortaler for kvinders ligeberettigelse og talte sammen med sine venner for lige rejselegater for studenter i 1860'erne samt for kvinders stemmeret i 1910'erne.
Mary Cassatt skildrede 1800-tallets "nye kvinde" fra kvindernes perspektiv. Som succesrig, veluddannet kvindelig kunstner, der aldrig giftede sig – i lighed med Ellen Day Hale, Elizabeth Coffin, Elizabeth Nourse og Cecilia Beaux – personificerede Cassatt den "nye kvinde". Hun "tog initiativ til den egentlige begyndelse med at genskabe billedet af den 'nye' kvinde" under indflydelse af sin intelligente og aktive mor, Katherine Cassatt, som troede fast på uddannelsen af kvinder til at blive vidende og socialt aktive. Hun er afbildet på Læsning af "Le Figaro".
Skønt Cassatt ikke i sine værker udtrykte direkte politiske holdninger, er hendes kunstneriske afbildning af kvinder konsekvent lavet med værdighed og antydning af et dybere, indre liv. Cassatt protesterede mod at blive sat i bås som "kvindelig kunstner", hun støttede kvinders valgret, og i 1915 bidrog hun med 18 værker på en udstilling til fordel for bevægelsen for kvinders valgret, organiseret af Louisine Havemeyer, en engageret og aktiv feminist. Udstillingen blev anledning til en konflikt mellem Cassatt og hendes svigerinde, Eugenie Carter Cassatt, der var modstander af kvinders valgret og boykottede udstillingen sammen med store dele af Philadelphias bedre borgerskab. Cassatt svarede igen ved at sælge de værker, der egentlig var tiltænkt hendes arvinger. Blandt de solgte værker var Bådudflugten, der menes at være inspireret af fødslen af Eugenies datter, Ellen Mary; det blev købt af National Gallery i Washington DC.

## Forholdet til Degas
Cassatt og Degas arbejdede sammen i en længere periode. De havde atelierer tæt på hinanden, Cassatt i Rue Laval 19, og Degas i Rue Frochot 4, mindre end fem minutters gåtur fra hinanden, og Degas tillagde sig en vane med at kigge ind til Cassatt, hvor han gav hende gode råd og hjalp hende med at finde modeller.
De to havde meget til fælles: De havde samme smag for litteratur og kunst, havde velhavende familiebaggrunde, havde studeret malerkunst i Italien, og begge var uafhængige og giftede sig aldrig. Intimiteten i deres forhold kan ikke afgøres nu, da der ikke eksisterer breve mellem dem, men det er tvivlsomt, om de havde et kærlighedsforhold givet begges konservative baggrunde og deres ret strenge moralske principper. Flere breve fra Vincent van Gogh omtaler Degas som seksuelt afholdende. Det var Degas, der introducerede pastelmaleri og radering for Cassatt, begge teknikker, som hun hurtigt kom til at beherske, og omvendt var Cassatt stærkt medvirkende til at hjælpe Degas med at sælge sine billeder samt opbygge hans berømmelse i Amerika.
Begge opfattede de sig som figurmalere, og det er kunsthistorikeren George Shackelfords opfattelse, at de var inspireret af kunstkritikeren Louis Edmond Durantys opfordring i sit skrift La nouvelle peinture til en revitalisering af figurmaleriet: "Lad os forlade den stiliserede menneskekrop, som behandles som var den en vase. Det, vi har brug for, er det karakteristiske moderne menneske i sine daglige klæder, i sin sociale kontekst, derhjemme eller på gaden."
Efter at Cassatts forældre og søster Lydia havde sluttet sig til hende i Paris, blev Mary Cassatt, Degas og Lydia ofte set på Louvre, hvor de sammen studerede kunstværker. Degas lavede to tegninger, der er værd at nævne på grund af deres innovative teknik, og fordi de afbilder Mary Cassatt, der på Louvre studerer kunsten, mens Lydia læser i en guidebog. De var tænkt anvendt til et tidsskrift for raderinger, som Degas havde planlagt (sammen med blandt andet Camille Pissarro), men som dog aldrig blev til noget. Cassatt sad ofte model for Degas, og af hans værker med hende er der især kendt en serie billeder, der viser Cassatt prøve hatte i en modebutik.
Omkring 1884 malede Degas et portræt i olie af Cassatt, Mary Cassatt siddende med kort. Et andet billede fra cirka 1880, Cassatts Selvportræt, viser hende med samme hat og samme kjole, hvilket får Griselda Pollock til at spekulere på, om de to billeder skulle være udført i en fælles arbejdssituation i begyndelsen af deres bekendtskab.
Cassatt og Degas arbejdede mest tæt sammen i efteråret og vinteren 1879-80, hvor Cassatt kom til at mestre sin raderingsteknik. Degas ejede en lille trykpresse, og om dagen arbejdede Cassatt i hans atelier, hvor hun brugte hans redskaber, mens hun om aftenen gjorde studier til trykpladen til næste dag. Imidlertid opgav Degas meget pludseligt i april 1880 det projekt om et blad med raderinger, som de havde samarbejdet om, og uden hans medvirken måtte bladet opgives. Degas' stop irriterede Cassatt, der havde arbejdet hårdt på at fremstille en radering, I operalogen, som hun havde fremstillet i 50 versioner, der uden tvivl var lavet til bladet. Skønt Cassatt nærede varme følelser for Degas resten af livet, kom hun aldrig senere til at arbejde så tæt sammen med ham som til raderingsbladet. Mathews noterer sig, at hun stoppede med sine teatermotiver på det tidspunkt.
Degas var ligefrem i sine synspunkter ligesom Cassatt. De havde et sammenstød over Dreyfus-affæren (tidligt i sin karriere havde Cassatt udført et portræt af kunstsamleren Moyse Dreyfus, en slægtning til den løjtnant, der var central i affæren, og som blev dømt ved krigsret). Cassatt udtrykte senere sin tilfredsstillelse ved ironien i Louisine Havermeyers udstilling fra 1915 med værker af Cassatt og Degas, som blev afholdt til fordel for kvinders valgret, fordi den én gang kærligt fremviste Degas' antifeministiske holdninger og samtidig tog afstand fra dem (da han første gang så hendes maleri To kvinder plukker frugt havde han kommenteret det med: "Ingen kvinde har lov til at tegne på den måde."). Fra 1890'erne antog deres forhold en langt mere kommerciel retning på samme måde, som Cassatts forhold havde været til flere andre i impressionistgruppen, men ikke desto mindre fortsatte de med at besøge hinanden, til Degas døde i 1917.

## Slutningen af karrieren
Mary Cassatts folkelige omdømme er baseret på en omfattende række præcist tegnede og kærligt sete malerier og tryk inden for et tema med mor og barn. Det tidligste daterede værk med et sådant motiv er koldnålsraderingen Gardner i favnen på sin mor (et tryk dateret "jan/88" befinder sig på New York Public Library), men hun malede også enkelte værker tidligere med lignende motiver. Nogle af værkerne er af hendes slægtninge, venner eller kunder, mens hun senere i karrieren fortrinsvis brugte professionelle modeller i kompositioner, der ofte peger tilbage til afbildninger af Madonna og barnet fra den italienske renæssance. Efter år 1900 koncentrerede hun sig næsten udelukkende om mor/barn-motiver.
1890'erne var Cassatts mest travle og kreative periode. Hun var modnet betydeligt og blevet mere diplomatisk, mindre firkantet i sine holdninger. Hun blev også en rollemodel for unge amerikanske kunstnere, der søgte råd hos hende. Blandt disse var Lucy A. Bacon, som Cassatt introducerede til Camille Pissarro. Skønt impressionisterne var blevet opløst som kunstnergruppe, havde Cassatt fortsat kontakt med nogle fra gruppen som Renoir, Monet og Pissarro.
I 1891 udstillede hun en serie meget originale, kolorerede koldnålsraderinger og akvatintetryk, heriblandt Badende kvinde og  Frisøren, inspireret af japanske mestre, der havde været udstillet året forinden i Paris. Cassatt var tiltrukket af enkelheden og klarheden i det japanske udtryk foruden den dygtige anvendelse af blokke af farver. I sin fortolkning brugte hun primært lyse, sarte pastelfarver og undgik sort (der var en "forbudt" farve blandt impressionisterne). Adelyn D. Breeskin, den mest anerkendte Cassatt-historiker og forfatter til to catalogue raisonnés med hendes værker, noterer sig, at disse kolorerede tryk "nu fremstår som hendes mest originale bidrag ... tilføjer et nyt kapitel til historien om kunsttryk ... teknisk, som farvetryk, er de aldrig blevet overgået."
Ligeledes i 1891 kontaktede forretningskvinden Bertha Palmer fra Chicago Cassatt for at få hende til at lave et vægmaleri på 3,75×18,2 m om den "moderne kvinde" til Kvindernes Bygning til World's Columbian Exposition, som skulle afholdes i 1893. Cassatt gennemførte dette projekt i løbet af de to år, mens hun boede sammen med sin mor i Frankrig. Vægmaleriet var udformet som et triptykon. Det centrale panel havde titlen Unge kvinder plukker kundskabens eller videnskabens frugter. Det venstre panel var Unge kvinder søger berømmelse, mens det højre har titlen Kunst, musik, dans. Værket viser et fællesskab af kvinder uden kontakten til mænd, som hele personer i sig selv. Palmer opfattede Cassatt som et amerikansk klenodie og kunne ikke forestille sig nogen bedre til at udforme et vægmaleri til en udstilling, som skulle gøre så meget for at rette verdens opmærksomhed på kvinders status. Desværre er vægmaleriet ikke bevaret, og bygningen efter afslutningen af udstillingen blev revet ned. Cassatt lavede en række forstudier og malerier på samme tema som vægmaleriets, så det er muligt at se, hvordan hun udviklede ideerne og billederne til det. Cassatt udstillede også andre værker på udstillingen.
Da det nye århundrede oprandt, kom Cassatt til at fungere som rådgiver for mange store kunstsamlere og anbefalede, at de på et tidspunkt skulle skænke deres indkøb til amerikanske kunstmuseer. I anerkendelse af hendes bidrag til kunsten hædrede Frankrig hende i 1904 med Æreslegionen. Selv om hun var afgørende for rådgivningen af amerikanske samlere, trak det mere ud med anerkendelsen af hendes egen kunst i USA. Selv i hendes familie i hjemlandet kneb det med anerkendelsen af hende, og hun blev fuldstændig overskygget af sin berømte bror, Alexander, som var præsident for Pennsylvania Railroad fra 1899 til sin død i 1906. Hans død var hård ved Mary, da de havde haft et tæt forhold, men hun fortsatte med at være produktiv i årene op til 1910. En voksende sentimentalitet kan aflæses i hendes værker i første årti i 1900-tallet; hendes værker var populære hos kritikerne og hos publikum, men hun var ikke længere nyskabende, og hendes impressionist-kolleger, der tidligere havde stimuleret hende og givet hende kritik, faldt efterhånden bort. Hun var fjendtligt stillet over for nye stilretninger som    postimpressionisme, fauvisme og kubisme. Hun havde to værker med på Armory Show i 1913, begge med mor/barn-motiver.
En tur til Egypten i 1910 gjorde indtryk på Cassatt med skønheden i landets antikke kunst, men turen blev fulgt af en kreativitetskrise; ikke blot havde turen udmattet hende rent fysisk, men hun erklærede sig også som "knust af styrken af denne kunst," og hun sagde desuden: "Jeg kæmpede mod den, men den sejrede ... det, er helt sikkert den største kunst, fortiden har givet os ... hvordan skal mine svage hænder nogensinde vise den effekt, den har haft på mig?" I 1911 blev hun diagnosticeret med diabetes, gigt, neuralgi og grå stær, men hun satte ikke tempoet ned af den grund. Efter 1914 blev hun dog tvunget til at indstille malerarbejdet, idet hun nu var næsten blind. 
Cassatt døde på Château de Beaufresne nær Paris 14. juni 1926, og hun blev begravet i familiekrypten i Le Mesnil-Théribus i Frankrig.
- Huset i Rue de Marignan 10 i Paris, hvor Mary Cassatt boede fra 1887 til sin død.
- Mindeplade for Cassatt på husmuren i Rue de Marignan 10.

## Betydning
Cassatt har lagt navn til flere begreber: Liberty-skibet SS Mary Cassatt var et amerikansk transportskib, der blev søsat 16. maj 1943. En kvartet fra Juillard School dannede i 1985 Cassatt-kvartetten, opkaldt efter hende, bestående af unge kvinder. Den prisvindende gruppe udgav i 2009 Dan Welchers strygekvartetter nr. 1-3 (Cassatt strygekvartetten), hvoraf den tredje var skrevet med inspiration fra blandt andet Mary Cassatts værker.
Flere af hendes værker er hædret i eftertiden. Bådudflugten blev i 1966 motiv på et amerikansk frimærke. I 1988 blev hun desuden portrætteret på et 23 centsfrimærke i serien "Store amerikanere". I 2003 blev fire af hendes malerier (Ung moder (1888), Legende børn på stranden (1884), På balkonen (1878/79) og Barn med stråhat (cirka 1886)) udgivet som tredje sæt i "Amerikanske klenodier"-serien.
Cassatt blev i 1973 optaget i Kvindernes æresgalleri i USA. 22. maj 2009, på hendes 165-årsdag, blev hun hædret med en Google-doodle.
Hendes værker er solgt for op omkring 4 millioner dollars; rekorden lyder på $4.072.500 for I logen på en auktion i 1996 hos Christie's i New York.

## Udvalg af værker
- Portræt af Madame Sisley (1873)
- I logen (1879)
- Lydia læner sig på sine arme, på plads i logen (1879)
- Frøken Mary Ellison (1880)
- Syrener i et vindue (1879)
- Legende børn på stranden (1884)
- Ung pige i et vindue (cirka 1883–1884), National Gallery of Art
- Kvinde ved tebordet (1883-1885), Metropolitan Museum of Art
- Barn med stråhat (1886)
- Moderskab (1890), pastel
- Barneplejerske læser for en lille pige (1895), pastel
- Kvinde i en rød overdel med sit barn (cirka 1896), Brooklyn Museum
- Det lyserøde skærf (1898), pastel
- Madame Gaillard og hendes datter Marie-Thérèse (1899), pastel, Reynolda House Museum of American Art
- Jules bliver tørret af sin mor (1900)
- Ung kvinde i grønt, udendørs i solen (1914)
- Tilpasningen (cirka 1890), koldnål og akvatinte, Brooklyn Museum
- Overrækkelse af præmien til tyrefægteren (1873), olie på lærred, Clark Art Institute